# Fritz Suhren

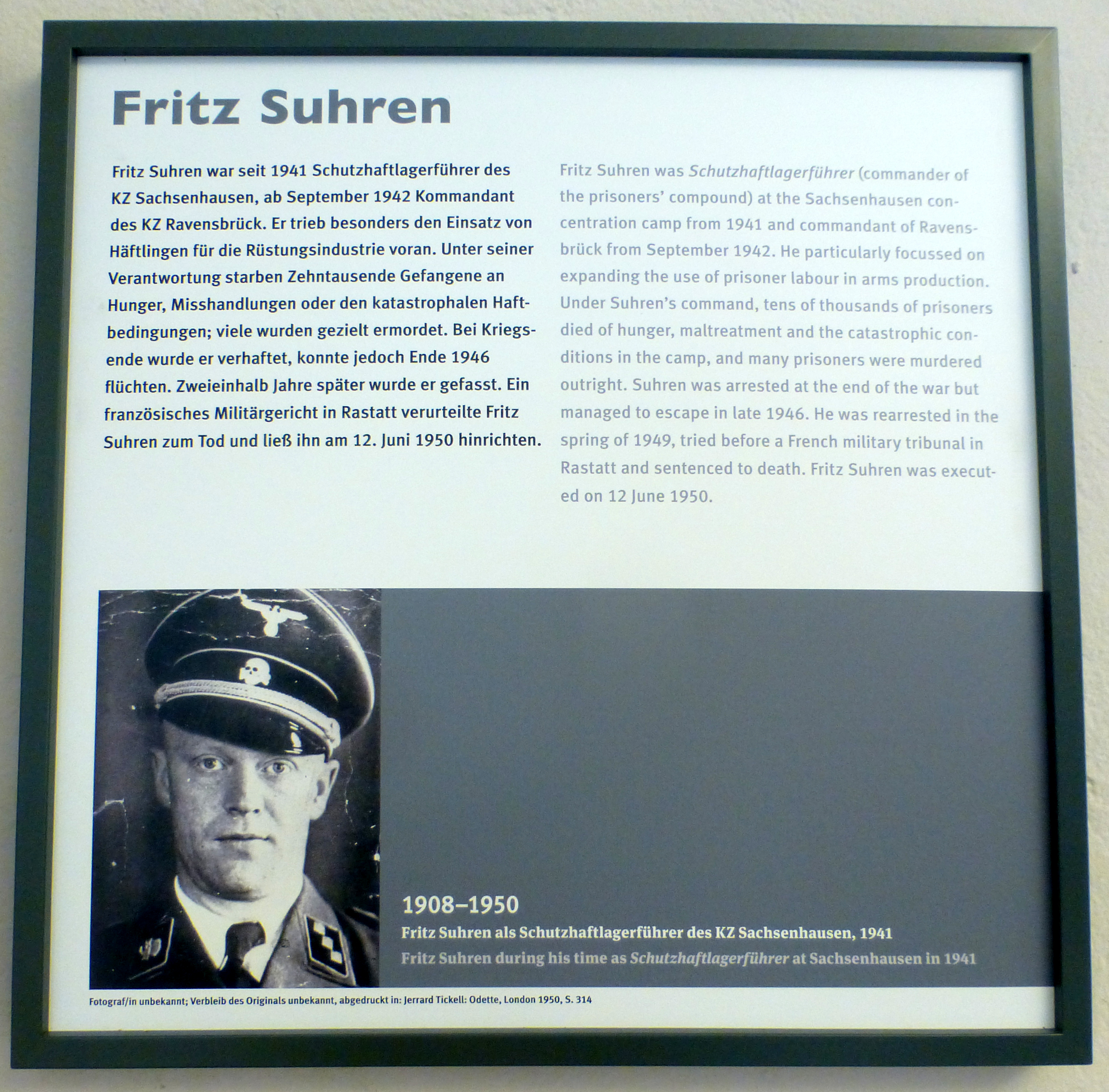
plaque explicative au Mémorial du camp de concentration de Ravensbrück

Fritz Suhren, né le 10 juin 1908 à Varel et exécuté le 12 juin 1950 à Sandweier, (Baden-Baden), est un officier SS, commandant du camp de concentration pour femmes de Ravensbrück à partir de 1942.
Il est le fils de Johann Friedrich Suhren, marchand de textile, et de Maria Rode, il s'est marié en juin 1934 à Varel à Elfriede Bruns, et est le père de quatre enfants. Il se présente comme commerçant lors de son procès comme criminel de guerre.
Il est entré au NSDAP le 1er décembre 1928, n° 109 561, puis dans la SS, n° 14 682, où il devient Sturmbannführer. Il est affecté au camp de Sachsenhausen, en guise de "stage" pendant huit mois, avant d'être nommé par Oswald Pohl commandant du camp de Ravenbrück à partir de septembre 1942. Il a comme adjoint Edmund Bräuning. Il se rend coupable de traitements particulièrement cruels envers les détenu(e)s.
À Sachsenhausen, entre autres exactions, il frappe les hommes exténués à coups de pied leur brisant les côtes et les dents, frappe les malades, fait exécuter des juifs en représailles de la mort d'Heydrich, fait pendre des prisonniers de guerre russes. Il répète des exactions semblables sur les prisonnières de Ravensbrück.
Au moment de son arrivée à Ravenbrück, le camp comptait environ 10 000 prisonnières. Ce nombre est passé à plus de 70 000 en 1944. La plupart furent assassinées, soit qu'elles étaient envoyées à la chambre à gaz, soit qu'elles mourraient des mauvais traitements infligés par Suhren, par son adjointe Dorothea Binz ou par Hans Pflaum, le chef de la main d'œuvre, soit à la suite d'expériences médicales conduites par l'équipe de Karl Gebhardt, notamment à base de sulfamides.
Ravensbrück comptait également un second camp, plus petit, pour les hommes, et un Kinderzimmer pour les enfants, rattaché au camp des femmes.
À l'été 1945, Suhren est arrêté par les troupes alliées et interné à Neuengamme mais il parvient à s'enfuir. Il est à Hambourg en novembre 1946 puis s'installe à Eppenschlag, en Bavière. Il s'y cache sous le nom de Herbert Pakusch.
Il est retrouvé par les Américains et arrêté le 24 mars 1949 en même temps que le SS-Oberscharführer Hans Pflaum. Il est envoyé en zone française d'occupation et est jugé avec Pflaum comme criminel de guerre par le tribunal supérieur de Rastatt. D'anciennes prisonnières du camp sont appelées à témoigner contre lui, parmi lesquelles Geneviève de Gaulle-Anthonioz, Marie-Claude Vaillant-Couturier, la femme du général Lelong, Germaine Tillion.
Il est condamné à la peine de mort le 10 mars 1950, peine confirmée en appel, et exécuté le 12 juin.
Les archives de son procès sont conservées au centre des archives diplomatiques de La Courneuve (archives de la zone française d'occupation en Allemagne, 1945-1955, cote 1AJ/6338-6345, et 6514).

## Témoignages
De nombreuses victimes donnèrent des témoignages écrits des exactions commises par Suhren : 
Dans une déposition sur les crimes de guerre commis à Ravensbrück, Germaine Tillion aborde la question de l’autonomie du camp et la liberté laissée à son commandant Suhren, évoquant un épisode d’inspection au cours duquel Geneviève De Gaulle-Anthonioz avait été examinée : « On se souvient que c’est après cette date [fin 1944] que le rythme d’extermination des malades a été intensifié. Il est très possible, sinon probable, que cette intensification des assassinats a été décidée par Fritz Suhren, seul, afin de dissimuler l’état sanitaire épouvantable du camp. »
– Germaine Tilllion, Déposition du 8 septembre 1949.
« Un jour  pendant l'hiver 1943, sans pouvoir préciser la date, vers 3 heures 30, à l'appel du matin, une femme âgée de 75 ans environ, de nationalité polonaise, s'étant trompée de bloc de pose, manquait dans les rangs de son bloc. A l'appel de son numéro, elle s'est présentée un peu plus tard devant le commandant du camp. Cet homme s'est alors rué sur cette pauvre femme, et après l'avoir jetée à terre, lui a broyé la tête à coups de pied jusqu'à ce que mort s'ensuive. ceci s'est passée en présence de toutes les déportées du camp qui posaient pour l'appel. »
– Madeleine Machefert, épouse Cornu (Masseube, Gers), PV d'interrogatoire par le commandant de brigade de gendarmerie Roger Bordas, 12 novembre 1949.
« Le commandant Suhren a fait installer la chambre à gaz qui n'existait pas avant son arrivée au camp. Lui-même, dans sa rage contre les Françaises qui réagissaient de leur mieux contre le mauvais sort, a emmené Madame la générale Lelong au Schraf block parce qu'elle annonçait aux prisonnières le débarquement des troupes alliées. Ce même bourreau faisait poser devant son bureau des nuits entières les pauvres prisonnières qui avaient travaillé toute la journée dans les ateliers ou dans les champs pour une peccadille, souvent même inventée. Que de malheureuses sont mortes de congestion par sa faute. C'est lui encore qui fit vivre, ou plutôt mourir des milliers de femmes sous une tente de la grandeur de 2 blocks sans ménagement d'aucune sorte. Les femmes couchaient sur la terre nue, il n'y avait pas de W.C., d'eau ni pour boire ni pour se laver. Il fallait aller dans d'autres blocks, quand on pouvait, car les coups pleuvaient de toutes parts. Et de plus, lorsqu'on en trouvait à certaines heures de la journée essayant d'aller voir une compagne malade, le camion de la chambre à gaz ramassait ce qu'il trouvait. Tout servait à nous tuer, les piqûres, les poux qui pullulaient, à croire qu'ils en avaient fait l'élevage, le manque de nourriture, le froid, le travail au-dessus de nos forces [...] et tout cela par la seule volonté du très puissant Commandant SUHREN qui a eu l'audace, lorsque nous avons quitté le camp, de nous dire, "Mesdames vous direz que vous avez été bien traitées". Nous étions si bien soignées que notre pauvre compagne Madame Rollet est tombée et n'a pu se joindre à notre convoi libérateur, nous avons été si bien soignées que nous avions maigri de 30 à 40 kilos chacune et que notre retour est jalonné de malades et de mourantes. »
– Marthe Perrin (Mâcon), PV d'interrogatoire par le juge Léon-Jean Perrin, 20 décembre 1949.
« Jacqueline Lelong, 24 ans. Ravensbrück du 14 août 44 au 24 avril 45. Mère, 1 mois et demi avant. Pas eu affaire directement à Suhren. Le 1er avril 45, toutes les Françaises réunies sur Lagerstrasse sur ordre de Suhren. Pflaum a fait un groupe spécial des femmes de l'aristocratie et [familles/filles ?] des officiers généraux. 300 femmes ont été choisies pour être libérées. Céline Lecouffe était tondue. Suhren l'a repoussé, a arraché son turban, l'a frappée et renvoyée au bloc. 2 jours après elle est morte. Violences = coups de poing, gifles. Elle était très faible et est tombée à terre. Je suis allé au Revier pour la voir et on m'a dit qu'elle était morte. Nous étions à la dernière extrémité. »
– Notes d'audience du président du tribunal au procès Suhren et Pflaum d'après le témoignage de Jacqueline Lelong (fille du général et d'Élise Lelong), v. février-mai 1950.